# Terance Mann

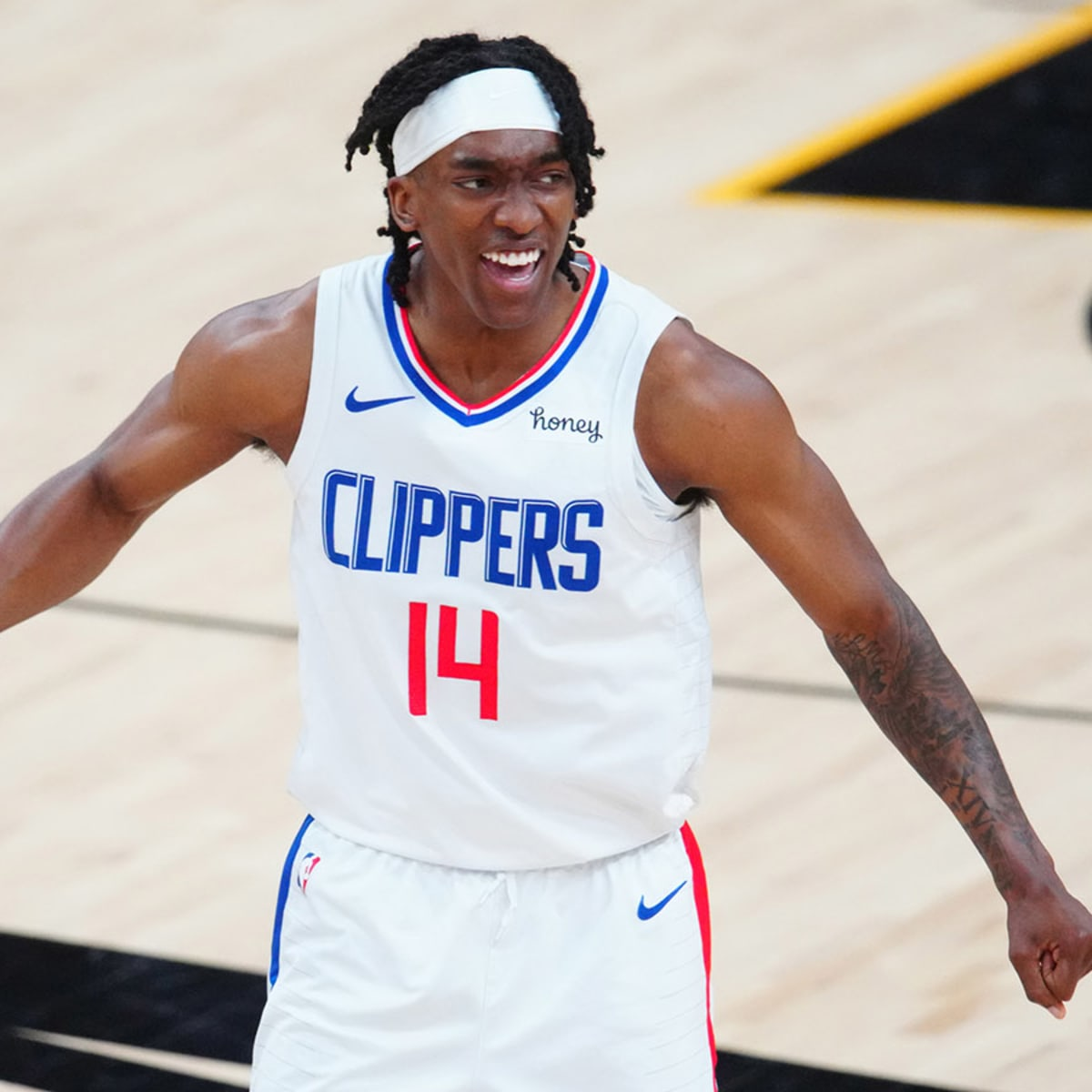
Terance Mann, 2021.

Terance Stanley Mann, född 18 oktober 1996 i Brooklyn i New York, är en amerikansk professionell basketspelare (PG/SG) som spelar för Brooklyn Nets i National Basketball Association (NBA). Han har tidigare spelat för Los Angeles Clippers och Atlanta Hawks.
Mann draftades av Los Angeles Clippers i andra rundan i 2019 års draft som 48:e spelare totalt.
Innan han blev proffs studerade Mann vid Florida State University och spelade för deras idrottsförening Florida State Seminoles.